# La Emilia
La Emilia är en ort i Argentina.   Den ligger i provinsen Buenos Aires, i den centrala delen av landet, 230 km nordväst om huvudstaden Buenos Aires. La Emilia ligger 25 meter över havet och antalet invånare är 5 325.
Terrängen runt La Emilia är mycket platt. Runt La Emilia är det ganska tätbefolkat, med 214 invånare per kvadratkilometer.. Närmaste större samhälle är San Nicolás de los Arroyos, 8,6 km öster om La Emilia.
Trakten runt La Emilia består till största delen av jordbruksmark.